# Malcolm Campbell
Malcolm Campbell (11 de marzo de 1885 - 31 de diciembre de 1948) fue un piloto de carreras y periodista de automovilismo inglés. Obtuvo el récord mundial de velocidad en tierra y en agua en varias ocasiones durante las décadas de 1920 y 1930 utilizando vehículos llamados Blue Bird (Ave Azul). Su hijo, Donald Campbell, continuó la tradición familiar obteniendo también los récords de velocidad tanto en tierra como en agua.

## Primeros años
Malcolm Campbell nació en Chislehurst, Kent, en 1885, hijo único de William Campbell, un vendedor de diamantes de Hatton Garden. Asistió a la escuela independiente Uppingham School.
Estando en Alemania, mientras se formaba para el comercio de diamantes, se interesó por las motocicletas y en las carreras de vehículos a motor. De regreso en Inglaterra, trabajó por dos años en Lloyd's of London sin salario, y después durante otro año por una libra a la semana. Entre 1906–1908, ganó los tres London to Lakes End Trials (carreras de motocicletas). En 1910 comenzó a participar en carreras de automóviles en Brooklands. Bautizó a su coche como Blue Bird y lo pintó de azul, después de haber visto la obra The Blue Bird de Maurice Maeterlinck en el Teatro Haymarket.
Se casó con Marjorie D. Knott en 1913 pero se divorció dos años después. Sirvió en la Primera Guerra Mundial en el Queen's Own Royal West Kent Regiment y en la Royal Air Force. Contrajo matrimonio con Dorothy Evelyn Whittall en 1920 en Westminster, su hijo Donald nació en 1921, y tuvieron una hija llamada Jean en 1923. Le fue otorgado el título de caballero en 1931. Se divorció nuevamente en 1940, y se casó posteriormente con Betty Nicory en agosto de 1945 en Chelsea.

## Carrera en los Grandes Premios
Compitió en las carreras de automóviles de la era de los Grandes Premios, donde ganó los Grandes Premios de Boulogne (Francia) de 1927 y 1928 conduciendo un Bugatti T37A.

## Récord de velocidad en tierra

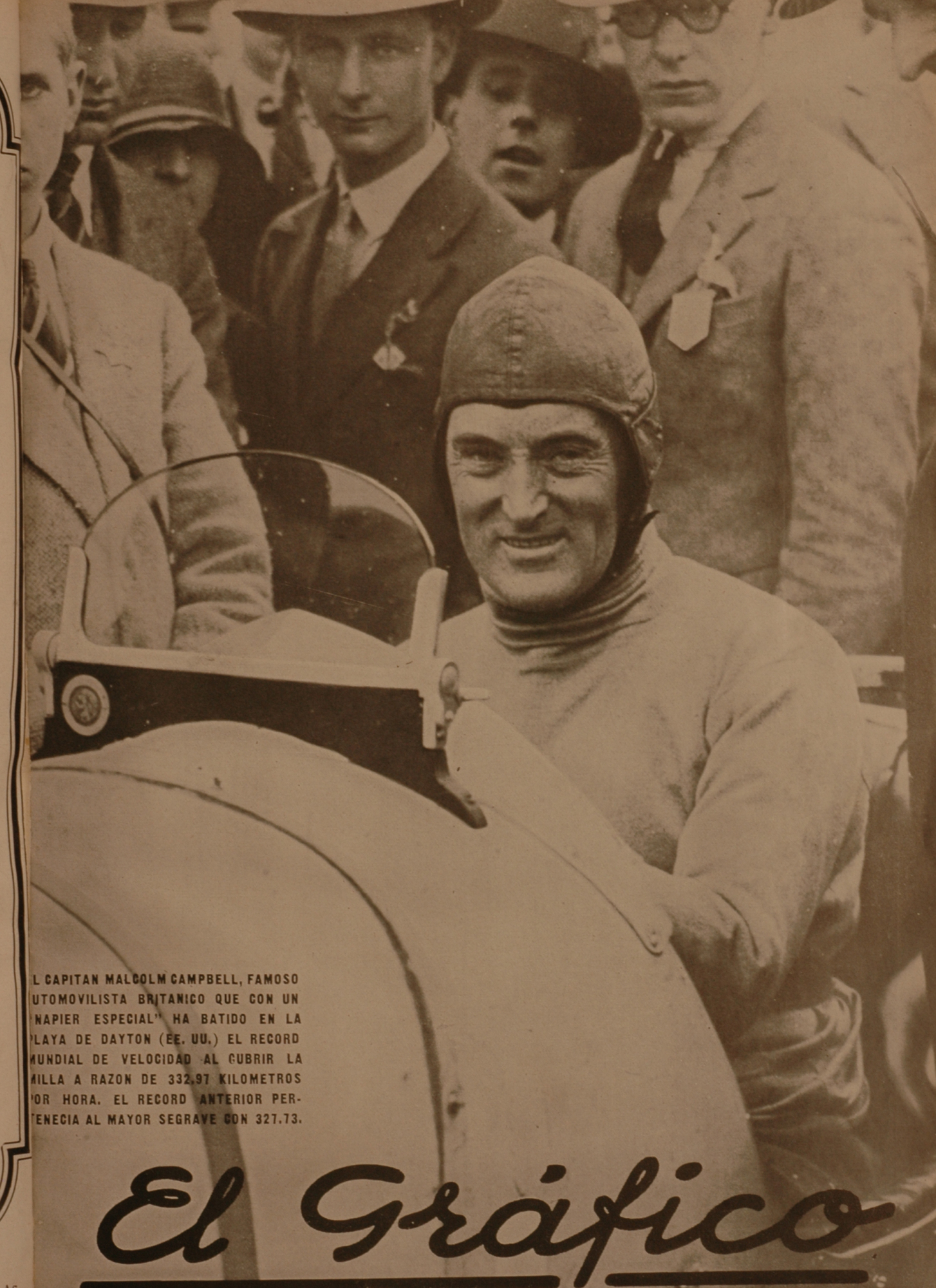
Malcolm Campbell en 1928.

Campbell batió el récord de velocidad terrestre por primera vez en 1924, al alcanzar 235,22 km/h en Pendine Sands, cerca de Carmarthen Bay, en un Sunbeam 350HP V12, ahora en exposición en el National Motor Museum de Beaulieu. Campbell batió nueve récords de velocidad terrestre entre 1924 y 1935, con tres en Pendine Sands y cinco en el Circuito playero de Daytona. Sus primeros dos récords fueron conduciendo un automóvil construido por Sunbeam.
El 4 de febrero de 1927, Campbell consiguió el récord de velocidad terrestre en Pendine Sands, cubriendo el kilómetro lanzado (en un promedio de dos carreras) a 281,447 km/h y la milla lanzada en 280,386 km/h, en el Napier-Campbell Blue Bird.
Consiguió su récord de velocidad terrestre final en Bonneville Salt Flats, Utah, el 3 de septiembre de 1935, y fue la primera persona en conducir un automóvil por encima de las 300 mph, promediando 301,337 mph (484,955 km/h) en dos pasadas.

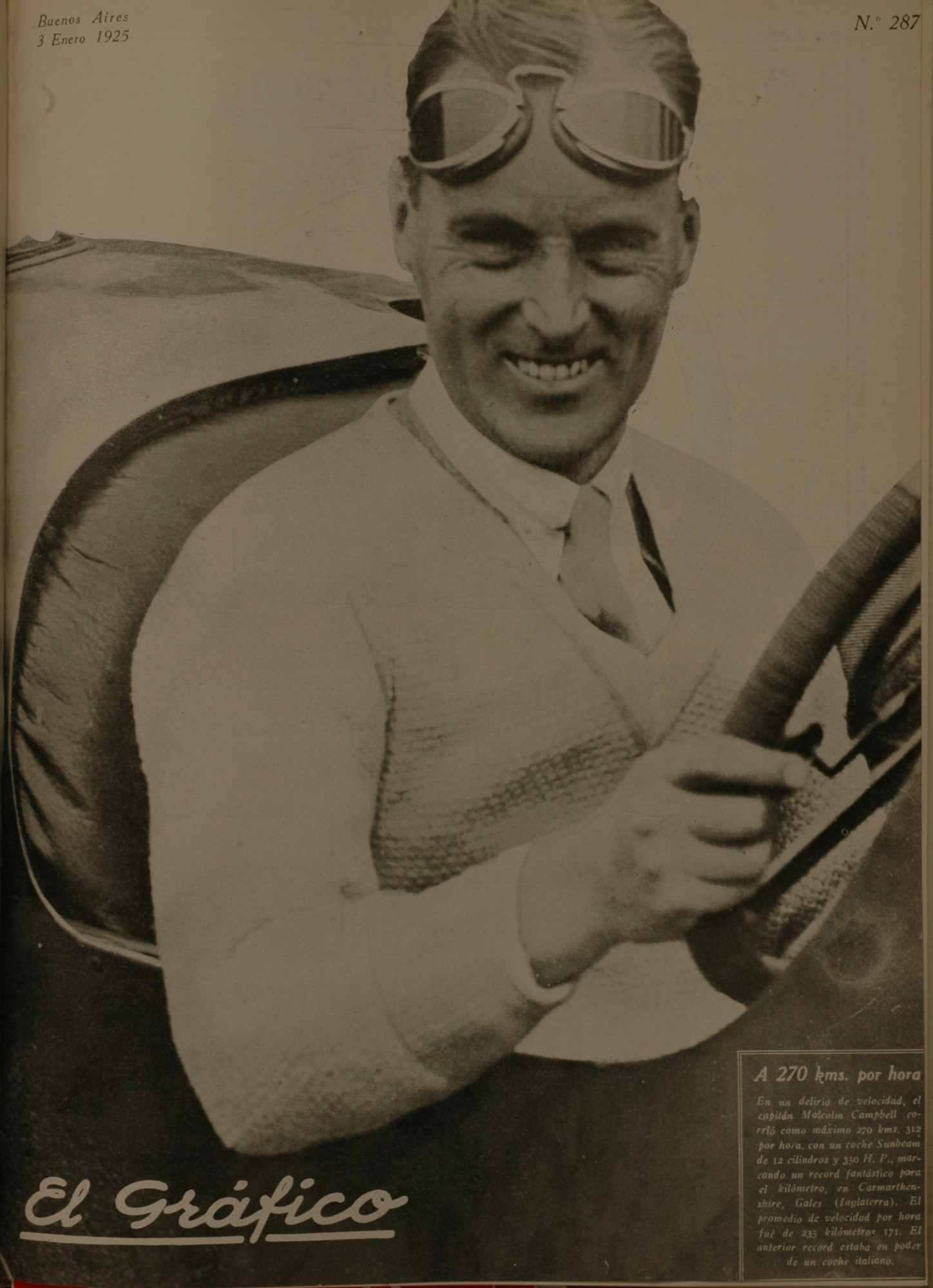
Campbell en la portada de El Gráfico, año 1925

## Récords de velocidad en agua
Desarrolló y probó la flotación del Bluebird en el Lago Tilgate, en Tilgate Park, Crawley. Consiguió el récord de velocidad acuático en cuatro ocasiones (tres de ellas con el Blue Bird K3), y su mayor velocidad fue de 228,108 km/h en el Blue Bird K4. Estableció el récord el 19 de agosto de 1939 en Coniston Water, Inglaterra.

## Muerte
Murió después de una serie de accidentes cerebrovasculares en 1948 en Reigate, Surrey, a la edad de 63 años. Fue uno de los pocos poseedores de los récords de velocidad terrestre de su época en morir por causas naturales, debido a que muchos de los pilotos dedicados a la consecución de récords de velocidad murieron en accidentes con sus vehículos. Su conducción versátil en diferentes medios lo hizo internacionalmente famoso.

## Reconocimientos
- En 1931, a su regreso de Daytona donde había establecido un récord de velocidad terrestre en 395,474 km/h, se le otorgó una bienvenida cívica y un banquete en la Mansion House en Londres, y fue nombrado caballero por el rey Jorge V del Reino Unido.
- Fue incluido en el International Motorsports Hall of Fame en 1990.
- Fue galardonado con el Trofeo Segrave en 1933 y 1939.
- Aparece en una viñeta de El Loto Azul (1934) (una aventura de Tintín ambientada en China), formando parte de un noticiario cinematográfico.[9]
- Fue incluido en el Motorsports Hall of Fame of America en 1994.
- Una placa azul conmemora a Campbell y a su hijo en la Canbury School, Kingston Hill, Kingston-upon Thames, donde vivieron.[10]

## Política
Se presentó sin éxito al Parlamento en las elecciones generales de 1935 en Deptford por el Partido Conservador.
Tenía vínculos con la Unión Británica de Fascistas. Portó una bandera fascista en un rally fascista y adornó su coche, el Campbell-Railton Blue Bird, con una insignia fascista.